# Anatole France
Anatole France, pseudonimo di Jacques François-Anatole Thibault (Parigi, 16 aprile 1844 – Saint-Cyr-sur-Loire, 12 ottobre 1924), è stato uno scrittore francese, Premio Nobel per la letteratura nell'anno 1921.

## Biografia

### La giovinezza
Anatole Thibault nacque in un quartiere parigino di editori, librai e antiquari, al numero 19 del quai Malaquais dove il padre François Thibault, originario della Beauce, il quale, inizialmente ciabattino e poi sottufficiale monarchico, si faceva chiamare France Libraire, aveva il proprio negozio di libri. Da lui Anatole prese lo pseudonimo di France con il quale è soprattutto noto.
Ricevette un'istruzione classica presso l'Institution Sainte Marie prima e al Collège Stanislas poi, uscendone nel 1862 senza aver brillato e ottenendo il baccellierato nel 1864. Fin da giovanissimo aiutò il genitore nel suo commercio, prendendo gusto alla conoscenza erudita e avendo modo di conoscere nella libreria paterna, specializzata in opere e documenti sulla Rivoluzione francese, tanti studiosi i quali, con la loro erudizione, lo scetticismo ironico e l'umorismo disincantato, saranno di modello ai personaggi dei suoi romanzi.
Già dal 1863 iniziò a collaborare a riviste bibliografiche, come il Bullettin du bouquiniste, lo Chasseur bibliographe (Il cacciatore bibliografo) e l'Intermediaire des chercheurs et des curieux (Intermediario dei ricercatori e dei curiosi), finché non fu assunto nel 1867 dall'editore parigino Lemerre come lettore, ossia con l'incarico di proporre e curare la pubblicazione di nuove opere; al 1868 risale il suo primo scritto, un saggio su Alfred de Vigny.
In occasione della rivoluzione comunarda non prese posizione, preferendo allontanarsi da Parigi, dove rientrò solo alla fine del 1871. Cominciò a scrivere poesie, due delle quali furono pubblicate nel 1872 nel Parnasse Contemporain, cui fece seguito, l'anno dopo, il volume di poesie, di fattura parnassiana, i Poèmes dorés (Poemi dorati). Nel 1875 curò la terza antologia poetica de Le Parnasse contemporain, e l'anno dopo, tratto da una ballata di Goethe, pubblicò il dramma in versi Les Noces corinthiennes (Le nozze di Corinto).
Raggiunta una stabile posizione economica con l'assunzione alla Biblioteca del Senato nel 1876, poté sposare l'anno successivo Marie-Valérie Guérin de Sauville, dalla quale avrà nel 1881 la figlia Susanne. Dopo la pubblicazione, nel 1879, dei due racconti Jocaste e Le Chat maigre (Il gatto magro), nel 1881 ottenne il primo grande successo con la pubblicazione del romanzo Le Crime de Sylvestre Bonnard membre de l'Institut (Il delitto dell'accademico Sylvestre Bonnard membro dell'Istituto), premiato dall'Académie française.

### Il successo

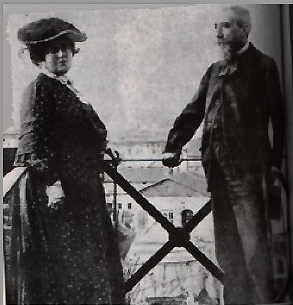
La signora Caillavet con France

Scrittore ormai affermato e ricercato nei salotti, legato di amicizia con Ernest Renan, pubblicò nel 1882 Les Désirs de Jean Servien (I desideri di Jean Servien) e nel 1883 Le Livre de mon ami (Il libro del mio amico) e collaborò come critico letterario a diversi quotidiani. Il risultato di queste collaborazioni furono i quattro volumi de La Vie littéraire pubblicati dal 1888 al 1893 dove egli, classicista, non esitò a polemizzare apertamente con il creatore del naturalismo Émile Zola e con il poeta parnassiano Leconte de Lisle, come lui bibliotecario del Senato e dal quale fu perfino sfidato a duello.
Intanto il suo matrimonio conobbe una grave crisi e France iniziò, nel 1888, una relazione con Léontine Arman de Caillavet, una donna non più giovane che sembra avesse un'importante influenza sull'orientamento delle sue idee politiche; da un progressismo illuminato di matrice settecentesca, lo scrittore si orientò infatti verso le posizioni socialiste che avevano allora, in Francia, il più popolare rappresentante nella figura di Jean Jaurès.
Nel ventennio seguente France realizzò le opere di maggiore qualità: nel 1890 pubblicò Thaïs (Taide), la vicenda di una prostituta convertita al cristianesimo dal monaco eremita Pafnuzio che, preso da un'insana passione per Taide, quando questa ha ormai rinnegato il suo passato e vive santamente, finisce per dannare la sua anima; nel 1893 apparve La Rôtisserie de la reine Pédauque (La rosticceria della regina Piedoca), una sorta di romanzo filosofico che ebbe un seguito, quello stesso anno, con Les Opinions de M. Jérôme Coignard.
Insignito della Legion d'onore, celebre in tutta la Francia, amante dell'antichità classica, visitò anche l'Italia e proseguì la produzione letteraria con il romanzo Le Lys rouge (Il giglio rosso) del 1894 e con i racconti Il pozzo di Santa Chiara (1895), mentre ne Le Jardin d'Épicure (Il giardino di Epicuro) affrontò con ironia temi filosofici, volgendosi a dimostrare quanta irrazionalità vi fosse nella società contemporanea.

### L'impegno politico
Divenuto accademico di Francia nel 1896 al posto di Ferdinand de Lesseps, iniziò a scrivere la tetralogia della Storia contemporanea (1897-1901), quattro romanzi - L'Orme du Mail (L'olmo del viale), Le Mannequin d'oisier (Il manichino di vimini), L'Anneau d'améthyste (L'anello d'ametista) e Monsieur Bergeret à Paris (Il signor Bergeret a Parigi) - che hanno per protagonista il signor Bergeret, modesto e disilluso, ma colto e arguto professore di un liceo di provincia, attraverso i cui occhi France descrive la società del suo tempo, le sue miserie e le sue ipocrisie, mantenendo tuttavia fiducia nella possibilità del riscatto e dell'elevamento umano.

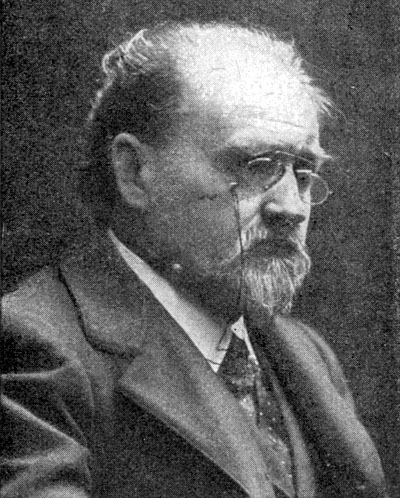
Émile Zola, che denunciò l'affare Dreyfus

L'ultimo volume della serie è dedicato all'affare Dreyfus, il celebre caso giudiziario dell'ufficiale francese ebreo, accusato ingiustamente di spionaggio e deportato alla Caienna, sul quale la Francia si divise in colpevolisti - i clericali e i nazionalisti - e innocentisti, a capo dei quali fu Émile Zola, che denunciò il complotto ai danni di Dreyfus, con il celebre articolo J'accuse, ottenendo il sostegno di Anatole France, che ruppe ogni rapporto con intellettuali colpevolisti come François Coppée, Paul Bourget e Maurice Barrès.
Da quell'episodio l'impegno politico di Anatole France si fece più stringente: plaudì alla Rivoluzione russa del 1905 e condannò la repressione zarista; con la Vita di Giovanna d'Arco, del 1908, attaccò uno dei miti cattolici e nazionalistici, quello della pulzella d'Orléans; nello stesso anno pubblicò L'Île des Pingouins, una satira sulla storia e i destini della Francia, e nel 1909, oltre a Les Contes de Jacques Tournebroche e Les Sept femmes de Barbebleu, raccolse i suoi scritti polemici nel tre volumi di Vers les temps meilleurs.
Nel gennaio 1910 morì la sua compagna, la signora de Caillevet. France pubblicò molte meno opere, ma nel 1912 ottenne un vero trionfo con Les Dieux ont soif (Gli dei hanno sete), ambientato ai tempi della Rivoluzione francese, dove al fanatico terrorista Evariste Gamelin, France contrappone il saggio e scettico Brotteaux des Ilettes. Dopo i saggi de Le Génie latin (Il genio latino) del 1913, con La Révolte des anges (La rivolta degli angeli), del 1914, si concluse l'impegno narrativo dello scrittore: protagonisti sono gli angeli del mito e il loro capo, Satana, arcangelo benigno e generoso, il quale rinuncia a dare la scalata al cielo per sostituirsi a Dio, perché, dice, «la guerra genera la guerra e la vittoria la sconfitta. Il Dio vinto diventerà Satana, Satana vincitore diventerà Dio. Possa il destino risparmiarmi questa sorte spaventosa! Io amo l'inferno che ha formato il mio genio, amo la terra dove ho fatto un po' di bene, se è possibile farne in questo mondo terribile dove gli esseri non esistono che per l'assassinio».
Si ritirò nella sua residenza di campagna della Béchellerie, presso Tours, con la moglie Emma Laprévotte - già cameriera della signora de Caillevet - e, mentre giustificava la guerra della Francia contro l'Impero tedesco, approvò la Rivoluzione russa del 1917 e scrisse libri di memorie, come Le Petit Pierre (Pierino) nel 1918 e La Vie en fleur (La vita in fiore) nel 1922, dopo aver ottenuto, nel 1921, il premio Nobel per la letteratura.
Anatole France era ateo e fu tra i promotori della separazione della Chiesa dallo Stato. Nel 1920 la Chiesa cattolica mise all'indice tutte le sue opere. Morì nel 1924, all'età di 80 anni, ed ebbe grandiosi funerali di Stato a Parigi. È sepolto nel cimitero di Neuilly-sur-Seine.

## Il successo da vivo e l'oblio dopo la morte
(Motivazione del Premio Nobel)

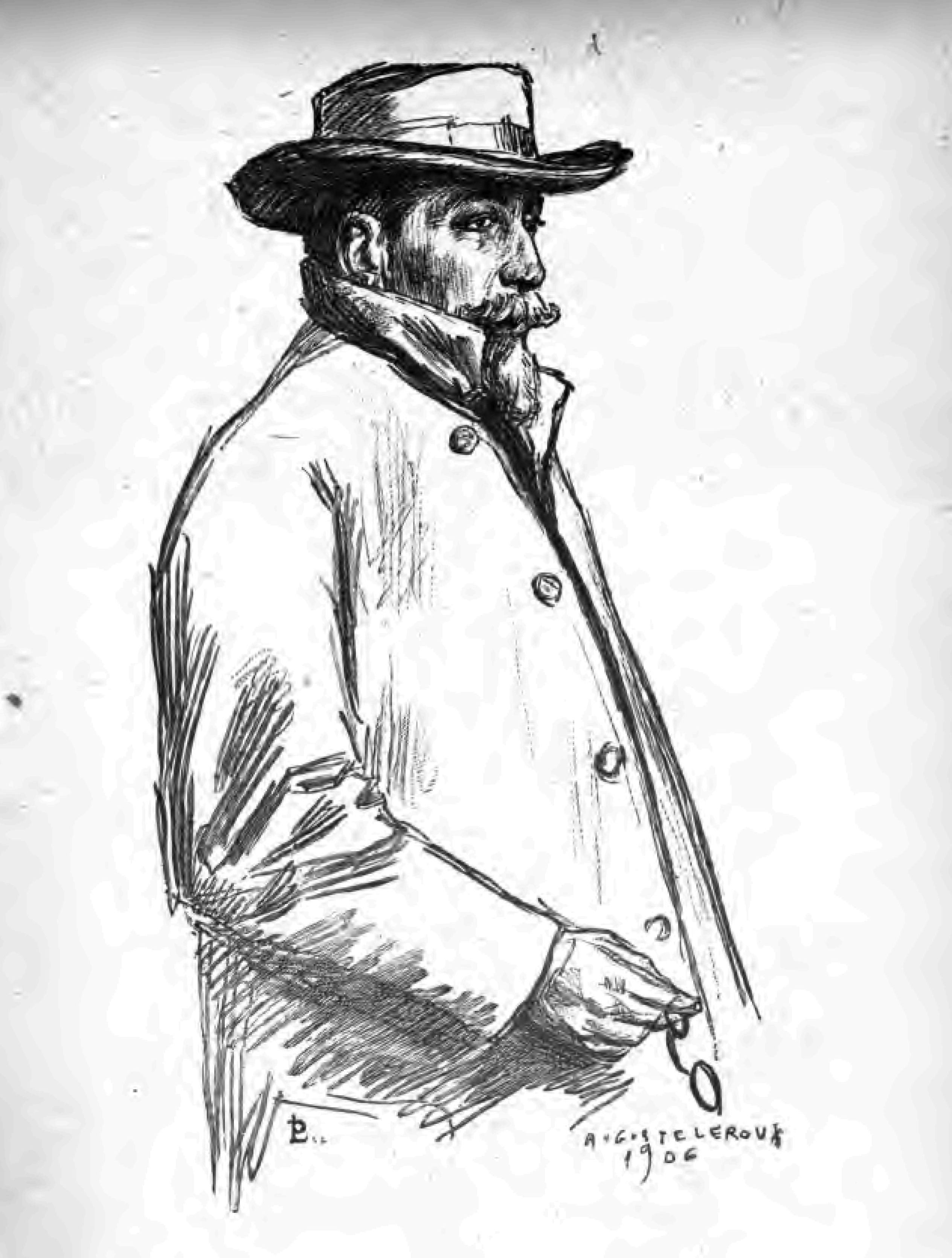
Anatole France ritratto da Auguste Leroux, 1906

Anatole France fu considerato un'autorità morale e letteraria di primo piano. Fu apprezzato da scrittori e personalità come Marcel Proust (France è considerato come uno dei modelli che ispirò Proust per il personaggio dello scrittore Bergotte nella Recherche), Marcel Schwob, Léon Blum, il russo Evgenij Zamjatin. Influenzò, inoltre, molti scrittori che respingevano il naturalismo, come lo scrittore giapponese Jun'ichirō Tanizaki. Le sue opere furono pubblicate dall'editore Calmann-Lévy dal 1925 al 1935. Anatole France, da vivo e subito dopo la sua morte, fu oggetto di un gran numero di studi.
Ma, dopo la sua morte, fu bersaglio di un pamphlet dei surrealisti, Un cadavere, a cui parteciparono Drieu La Rochelle e Aragon, autore di un testo intitolato: «Avete già schiaffeggiato un morto?» in cui scrive: «Per me ogni ammiratore di Anatole France è un essere degradato». Secondo gli autori del pamphlet, Anatole France era un "esecrabile istrione dello spirito", rappresentante della "ignominia francese". André Gide lo giudicava uno scrittore "senza inquietudine" di cui "si capisce tutto subito". La reputazione di France divenne così quella di uno scrittore paludato dallo stile classico e superficiale, autore ragionevole e conciliante, compiacente e soddisfatto, e anche melenso, tutte qualità mediocri incarnate soprattutto dal personaggio del signor Bergeret. Diversi specialisti dell'opera di France considerarono tuttavia questi giudizi eccessivi e ingiusti, o perfino frutto di ignoranza, in quanto trascurano gli elementi magici, irragionevoli, buffoneschi, neri o pagani, presenti negli scritti di France. A detta di questi studiosi, l'opera di France ha sofferto e soffre ancora di un'immagine ingannevole.
A causa di questo relativo oblio e alla scarsa conoscenza del lavoro di France, le opere su questo autore sono oggigiorno rare e i suoi libri, eccetto i pochi più noti, sono difficilmente ristampati.

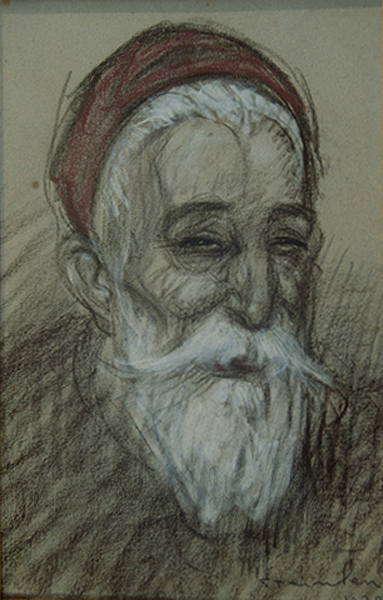
Anatole France ritratto da Théophile Alexandre Steinlen, 1920

## Riconoscimenti
Nel maggio 2000 gli è stato dedicato un asteroide, 11166 Anatolefrance.

## Opere

### Tetralogia della "Storia contemporanea"
Ciclo di quattro volumi (L'histoire contemporaine):
1. 1897 - L'Orme du mail, (L'olmo del viale, tr. di Marisa Zini, Torino, Einaudi, 1952); (L'olmo del viale, tr. di Ugo Dettore, Milano, Rizzoli, 1953)
2. 1897 - Le Mannequin d'osier (Il manichino di vimini, tr. di Marisa Zini, Torino, Einaudi, 1952); (Il manichino di vimini, tr. di Ugo Dettore, Milano, Rizzoli, 1953)
3. 1899 - L'Anneau d'améthyste, (L'anello di ametista, tr. di Marisa Zini, Torino, Einaudi, 1952); (L'anello di ametista, tr. di Ugo Dettore, Milano, Rizzoli, 1953)
4. 1901 - Monsieur Bergeret à Paris, (Il signor Bergeret a Parigi, tr. di Silvio Catalano, Milano, Morreale, 1927); (Il signor Bergeret a Parigi, tr. di C. Meneghelli, Milano, Minerva, 1934); (Il signor Bergeret a Parigi, tr. di Marisa Zini, Torino, Einaudi, 1952); (Bergeret a Parigi, tr. di Ugo Dettore, Milano, Rizzoli, 1953)

### Altre opere
- 1869 - Alfred de Vigny
- 1873 - Poèmes dorés
- 1876 - Les Noces corinthiennes - dramma antico in versi
- 1879 - Jocaste - racconto; (Giocasta, tr. di Giovanni Marcellini, Milano, Caddeo, 1922); (Giocasta, tr. di Pino Bava, Milano, Veronelli, 1957)
- 1879 - Le Chat maigre - racconto; (La Taverna del Gatto Magro, tr. di Giovanni Marcellini, Milano, Caddeo, 1922); (Il Gatto magro, tr. di Pino Bava, Milano, Veronelli, 1957)
- 1881 - Le Crime de Sylvestre Bonnard, membre de l'Institut (Il delitto di Silvestro Bonnard membro dell'istituto, tr. di C. Siniscalchi, Milano, Sonzogno, 1923); (Il delitto di Silvestro Bonnard, tr. di Gustavo A. Marolla, Milano, Barion, 1927); (Il delitto di Silvestro Bonnard, tr. di Giovanni Marcellini, Lanciano, Carabba, 1931); (Il delitto di Silvestro Bonnard, membro dell'Istituto, tr. di Andreina Quadrio, Milano, Bietti, 1933); (Il delitto dell'accademico Silvestro Bonnard, tr. di Enrico Piceni, Milano 1953); (Il delitto dell'accademico Sylvestre Bonnard, tr. di Giorgio Arduin, Sesto San Giovanni, Peruzzo, 1987); (Il delitto di Sylvestre Bonnard, tr. di Alessandro Serra, Milano 2007)
- 1882 - Les Désirs de Jean Servien (I desideri di Giovanni Servien, tr. di Giovanni Marcellini, Milano, Caddeo, 1921); (I desideri di Jean Servien, tr. di Enrico D'Angelo, Caraffa di Catanzaro, Abramo, 2005)
- 1884 - Les Autels de la peur (Gli altari della paura, tr. di Paolo Fontana, Latina, L'argonauta, 1998)
- 1885 - Le Livre de mon ami (Memorie di un altro me, tr. di Michele d'Urso, Firenze, Bemporad, 1923); (Il libro del mio amico, tr. di Frango, Milano, Barion, 1925); (Il libro dei ricordi, tr. di Giovanni Marcellini, Lanciano, Carabba, 1928); (Il libro di Pierre, tr. di Carla Verga, in A. France, Il meglio, a cura di C. Verga, Longanesi, Milano 1959); (Il libro del mio amico, tr. di Alessio Odini, a cura di Felice Accame, Milano, Biblion, 2015)
- 1889 - Balthazar (Baldasar, tr. di Giovanni Marcellini, Lanciano, Carabba, 1930); (Baldassarre, tr. di Pino Bava, Milano, Veronelli, 1958)
- 1890 - Mémoires d'un volontaire (Memorie di un volontario, tr. di Carlo Carlino, Como, Ibis, 1994)
- 1890 - Thaïs (Taide)
- 1893 - La Rôtisserie de la reine Pédauque (La rosticceria della regina Piedoca, tr. di D. Tarzia, Milano, Quintieri, 1921); (La rosticceria della regina Piedoca, tr. di Giovanni Vaccaro, Sesto San Giovanni, Barion, 1925); (All'insegna della Reine Pédauque, tr. di Silvio Catalano, Milano, Sonzogno, 1928); (La rosticceria della regina Piedoca, tr. di Arturo Salucci, Milano, Bietti, 1931); (La rosticceria della regina Pedoca, tr. di Anna Maria Salvatorelli, Torino, Eclettica, 1945); (All'insegna della Regina Pédauque, tr. di Luigi de Nardis, Torino, UTET, 1979); (La rosticceria della regina Pié d'Oca, tr. di Michela Giuliana, Palermo, Novecento, 1992)
- 1893 - Les Opinions de Jérôme Coignard (I detti dell'abate Coignard, tr. di Silvio Catalano, Milano, Sonzogno, 1924)
- 1894 - Le Lys rouge (Il giglio rosso, Camerano, Gwynplaine, 2012)
- 1895 - Le Jardin d'Épicure (Il giardino di Epicuro, tr. di Giovanni Marcellini, Roma, Carra Bellini, 1921); (Il giardino d'Epicuro, tr. di Gustavo A. Marolla, Milano, Barion, 1925); (Il giardino di Epicuro, tr. di Luigi Filippi, Milano, IEIT, 1929); (Il giardino d'Epicuro, tr. di Angela Balducci, Milano 1995)
- 1895 - Le Puits de Sainte Claire (Il pozzo di Santa Chiara, tr. di Gustavo A. Marolla, Sesto San Giovanni, Barion, 1927); (Il pozzo di Santa Chiara, tr. di Franco Stevani, Ultra, 1945); (Il pozzo di Santa Chiara, tr. di Pino Bava, Milano, Veronelli, 1958); (Il pozzo di Santa Chiara, a cura di Maurizio Tempestini, Torino, Robin, 2024)
- 1899 - Pierre Nozière (Pierre Nozière, tr. di Luigi Galeazzo Tenconi, Milano, Barion, 1927); (Pierre Nozière, tr. di Giovanni Marcellini, Lanciano, Carabba, 1928)
- 1901 - L'Affaire Crainquebille (Il processo Crainquebille, tr. di Giovanni Marcellini, Aquila, Vecchioni, 1925); (Crainquebille, tr. di Mario Fanoli, Firenze, Parenti, 1956); (Crainquebille, tr. di Luigi de Nardis, Torino, UTET, 1979); (Crainquebille, tr. di Carlo Nordio, Macerata, Liberilibri, [2002] 2014)
- 1902 - Opinions sociales
- 1902 - Le Procurateur de Judée (Il procuratore della Giudea, tr. di Leonardo Sciascia, Palermo, Sellerio, 1980)
- 1903 - Histoire comique (Storia comica, tr. di Fausto Valsecchi, Milano, Sonzogno, 1914); (Storia di comici, tr. di Erme Cadei, Milano, Morreale, 1925); (Storia comica, tr. di Franco Stevani, Milano, La Prora, 1945)
- 1905 - Sur la pierre blanche (Sopra la pietra bianca, tr. di Gustavo A. Marolla, Milano, Barion, 1925); (Sopra la pietra bianca, tr. di Giovanni Marcellini, Lanciano, Carabba, 1929; Sulla pietra bianca, tr. di Laura Emilia Barchiesi, Camerano, Gwynplaine, 2011)
- 1908 - L'Île des Pingouins (L'isola dei pinguini)
- 1908 - Vie de Jeanne d'Arc
- 1908 - Les Contes de Jacques Tournebroche (I racconti di Giacomo Tournebroche), tr. di Luigi Galeazzo Tenconi, Milano, Efa, 1945; (I racconti di Giacomo Girarrosto, tr. di Pino Bava, Milano, Veronelli, 1958)
- 1912 - Les Dieux ont soif (Gli dei hanno sete, tr. di Angiolo Lanza, Milano, Avanti, 1922); (Gli Dei sitibondi, tr. di Pio Schinetti, Milano, Treves, 1929); (Gli dei hanno sete, tr. di Anna Maria Guarnieri, Milano, Geos, 1944); (Gli dèi hanno sete, tr. di Fanny Malle, Torino, Einaudi, 1951); (Gli dei hanno sete, tr. di Pio Schinetti, Milano, Garzanti, 1967); (Gli dei hanno sete, tr. di Pietro Lazzaro, Milano, Fabbri, 1970); (Gli dei hanno sete, tr. di Viviana Carpifave, Cava de' Tirreni, Marlin, 2022)
- 1914 - La Révolte des anges (La ribellione degli angeli, tr. di Luigi De Mauri, Milano, Barion, 1928); (La rivolta degli angeli, tr. di Alessandra Baldasseroni, Firenze, Sansoni, 1966); (La rivolta degli angeli, tr. di Lisa Tullio, Roma, Curcio, 1978); (La rivolta degli angeli, tr. di Luigi De Mauri, Padova, Meridiano Zero, 2004)
- 1915 - Sur la voie glorieuse
- 1918 - Le Petit Pierre (Pierino, tr. di Clelia Falconi, Venezia, La Nuova Italia, 1928)
- 1922 - La Vie en fleur (La vita in fiore, tr. di Carla Verga, in A. France, Il meglio, a cura di C. Verga, Longanesi, Milano 1959)

## Antologie
- 1902 - Les Sept femmes de Barbebleu et autres contes merveilleux (Le sette mogli di Barbablù e altri meravigliosi racconti, tr. di Massimo Caputo, Milano, Sonzogno, 1922); (Racconti meravigliosi, tr. di Livio Cibrario, Torino, Eclettica, 1946); (Le sette mogli di Barbablù, tr. di Pino Bava, Milano, Veronelli, 1958); (Le sette mogli di Barbablù e altri racconti meravigliosi, tr. di Felicia Lustri, Milano, Bibliografica, 1992); (Le sette mogli di Barbablù e altri racconti meravigliosi, tr. di Paola Verdecchia, Roma, Donzelli, 2004)

### Varie
- 1874 - Le Livre du bibliophile (Il libro del bibliofilo, tr. di Pino Di Branco, Milano, La Vita Felice, 2008)
- 1888 - Le Château de Veaux-le-Vicomte (Il castello del Visconte, tr. di Luigi Bellavita, Milano, Sugarco, 1986); (Il castello di Vaux-le-Vicomte, tr. di Maria Delogu, Palermo, Sellerio, 2006)
- 1892 - L'Étui de nacre - raccolta di novelle (Il cofano di madreperla, tr. di Mario da Siena, Modena, Vincenzi, 1922); (L'astuccio di madreperla, tr. di Gustavo A. Marolla, Milano, Barion, 1927); (L'astuccio di madreperla, tr di Pino Bava, Milano, Veronelli, 1957)
- 1906 - Vers les temps meilleurs - raccolta di discorsi e lettere
- 1913 - Le Génie latin - raccolta di recensioni